# Чемпионат мира по бобслею и скелетону 2021
68-й чемпионат мира по бобслею и скелетону прошёл с 5 февраля по 14 февраля 2021 года на санно-бобслейной трассе в немецком Альтенберге. Изначально турнир должен был состояться в американском Лейк-Плэсиде, но из-за угрозы распространения коронавирусной инфекции соревнование было перенесено в Германию. В Альтенберге чемпионат мира проходил и в 2020 году.
Спортсмены сборной России выступали на турнире под флагом Федерации бобслея России в составе команды BFR (Bobsleigh Federation of Russia). На форме спортсменов должна отсутствовать национальная символика. Государственный гимн России нельзя официально исполнять в какой-либо официальной зоне чемпионата мира, вместо гимна России используется гимн Международной федерации бобслея и скелетона (IBSF). IBSF ввел данные ограничения в свете решения Спортивного арбитражного суда (CAS) об отстранении России от Олимпиад и чемпионатов мира на два года.
Чемпионат завершился триумфом сборной Германии, которая выиграла 15 из 21 разыгранной медали, в том числе 5 из 7 золотых. В мужских двойках немцы выиграли все три медали, а в остальных 6 дисциплинах завоевали 2 из 3 медалей. В целом повторилась история чемпионата мира 2020 года, когда немцы выиграли 5 из 6 золотых наград, и только американская бобслеистка Кейли Хамфрис сумела опередить немок в двойках. На этот раз Хамфрис вновь выиграла двойки (вместе с Лоло Джонс), а также стала лучшей в монобобе, медали в этой дисциплине были разыграны впервые на чемпионатах мира.

## Медальная таблица
(Жирным выделено самое большое количество медалей в своей категории; принимающая страна также выделена)
| Общее количество медалей | Общее количество медалей | Общее количество медалей | Общее количество медалей | Общее количество медалей | Общее количество медалей |
| Место                    | Страна                   | Золото                   | Серебро                  | Бронза                   | Всего                    |
| ------------------------ | ------------------------ | ------------------------ | ------------------------ | ------------------------ | ------------------------ |
| 1                        | Германия                 | 5                        | 5                        | 5                        | 15                       |
| 2                        | США                      | 2                        | 0                        | 0                        | 2                        |
| 3                        | Команда ФБР              | 0                        | 1                        | 2                        | 3                        |
| 4                        | Австрия                  | 0                        | 1                        | 0                        | 1                        |
| Всего                    | Всего                    | 7                        | 7                        | 7                        | 21                       |

## Медалисты

### Бобслей
| Дисциплины                  | Золото                                                                         | Золото  | Серебро                                                                    | Серебро | Бронза                                                                       | Бронза  |
| --------------------------- | ------------------------------------------------------------------------------ | ------- | -------------------------------------------------------------------------- | ------- | ---------------------------------------------------------------------------- | ------- |
| Двойки (мужчины) Протокол   | Германия · Франческо Фридрих · Александр Шюллер                                | 3:40.44 | Германия · Йоханнес Лохнер · Эрик Франке                                   | 3:41.83 | Германия · Ханс Петер Ханнигхофер · Кристиан Рёдер                           | 3:42.01 |
| Четвёрки (мужчины) Протокол | Германия · Франческо Фридрих · Александр Шюллер · Торстен Маргис · Канди Бауэр | 3:40.44 | Австрия · Беньямин Майер · Маркус Заммер · Кристиан Хубер · Дэнуц Молдаван | 3:35.81 | Германия · Йоханнес Лохнер · Флориан Бауэр · Кристиан Расп · Кристофер Вебер | 3:36.53 |
| Двойки (женщины) Протокол   | США · Кейли Хамфрис · Лоло Джонс                                               | 3:48.26 | Германия · Ким Калики · Анн-Кристин Штрак                                  | 3:48.61 | Германия · Лаура Нольте · Дебора Леви                                        | 3:49.27 |
| Монобоб (женщины) Протокол  | Кейли Хамфрис США                                                              | 3:59.62 | Штефани Шнайдер Германия                                                   | 4:00.12 | Лаура Нольте Германия                                                        | 4:00.42 |

### Скелетон
| Дисциплины                 | Золото                                     | Золото  | Серебро                                       | Серебро | Бронза                                         | Бронза  |
| -------------------------- | ------------------------------------------ | ------- | --------------------------------------------- | ------- | ---------------------------------------------- | ------- |
| Мужчины Протокол           | Кристофер Гротхер Германия                 | 3:46.31 | Александр Третьяков Федерация бобслея России  | 3:46.59 | Александр Гасснер Германия                     | 3:47.51 |
| Женщины Протокол           | Тина Херман Германия                       | 3:52.97 | Жаклин Лёллинг Германия                       | 3:53.08 | Елена Никитина Федерация бобслея России        | 3:54.65 |
| Смешанные команды Протокол | Германия · Тина Херман · Кристофер Гротхер | 1:55.41 | Германия · Жаклин Лёллинг · Александр Гасснер | 1:55.55 | Команда ФБР Елена Никитина Александр Третьяков | 1:55.56 |

## Расписание
| Дата       | Время (МСК) | Дисциплина                        |
| ---------- | ----------- | --------------------------------- |
| 5 февраля  | 12:30       | Двойки (женщины) / Заезды 1 и 2   |
| 6 февраля  | 12:00       | Двойки (мужчины) / Заезды 1 и 2   |
| 6 февраля  | 16:30       | Двойки (женщины) / Заезды 3 и 4   |
| 7 февраля  | 16:30       | Двойки (мужчины) / Заезды 3 и 4   |
| 13 февраля | 13:30       | Монобоб (женщины) / Заезды 1 и 2  |
| 13 февраля | 17:45       | Четвёрки (мужчины) / Заезды 1 и 2 |
| 14 февраля | 11:00       | Монобоб (женщины) / Заезды 3 и 4  |
| 14 февраля | 17:00       | Четвёрки (мужчины) / Заезды 3 и 4 |

| Дата       | Время | Дисциплина             |
| ---------- | ----- | ---------------------- |
| 11 февраля | 11:00 | Женщины / Заезды 1 и 2 |
| 11 февраля | 15:00 | Мужчины / Заезды 1 и 2 |
| 12 февраля | 11:00 | Женщины / Заезды 3 и 4 |
| 12 февраля | 15:00 | Мужчины / Заезды 3 и 4 |
| 13 февраля | 15:00 | Смешанные команды      |